# Hôpital universitaire d'Oulu
L'Hôpital universitaire d'Oulu (en finnois : Oulun yliopistollinen sairaala, OYS) est un hôpital située à Oulu en Finlande.

## Présentation
Ouvert en 1973, sous le nom de Centre hospitalier universitaire d'Oulu (OYKS), c'est le plus grand hôpital du nord de la Finlande et il emploie environ 6 000 personnes. 
L'enseignement universitaire de pharmacologie a commencé à Oulu en 1960.
De 1963 à 1972, l'hôpital régional d'Oulu servait d’hôpital universitaire. 
OYS est situé à environ deux kilomètres à l'est du centre d'Oulu dans le quartier de Kontinkangas au nord-est de la jonction entre la nationale 4 et la  nationale 22.

## Zones de responsabilité
La zone de responsabilité particulière de l'hôpital universitaire d'Oulu (OYS) comprend le district hospitalier d'Ostrobotnie du Nord, le district hospitalier de Kainuu, le district hospitalier de l'Ostrobotnie de l'Ouest, le district hospitalier d'Ostrobotnie centrale et le district hospitalier de Laponie.

## Architecture
Le ministère de l'intérieur organise en 1965 un concours d'architectes. En 1966 le gagnant est Reino Koivula avec son projet intitulé Où les oisillons chantent. Les travaux débutent en janvier 1968 et le Président Urho Kekkonen pose la première pierre en décembre 1968. Les bâtiments sortent progressivement de terre, jusqu'à la construction de la clinique infantile en 1975. L'hôpital est inauguré le 3 septembre 1976.